# Robert Cochran
Robert Cochran (vagy Bob Cochran) a társproducere és alkotója a 24 című sorozatnak. A Fox csatornánál dolgozik. A 24 előtt ő és Joel Surnow alkották, és voltak a producerei a La Femme Nikita című sorozatnak 1997 és 2001 között. Több másik produkciónak is ő volt a producere: David Ehrman-nal ők csinálták a Company Man című TV-showt, és David Hemingson-nal a The Call címűt. Ő írta a 24 filmváltozatát is.